# Mesolongi
Mesolongi (grčki: Μεσολόγγι) je grad od oko 18 000 stanovnika (po popisu stanovništva iz 2001. godine) u zapadnoj Grčkoj. Mesolongi je glavni grad prefekture Etolija-Akarnanija, i treći grad po veličini u istoj periferiji. 
Mesolongi je za Grke Hiera Polis Mesolongiou (Sveti grad Mesolongi), zbog uloge koju je imao u Grčkom ratu za neovisnost.

## Zemljopisne osobine
Grad se nalazi između ušća dviju rijeka;  Ahelos i Evinos u Patraski zaljev. Mesolongi je povijesno trgovačko sjedište za promet ribom, vinom i duhanom. Na sjeveroistoku grad okružuje planina Arakintos. 
Grad je povezan s ostalim gradovima Grčke magistralnom cestom GR-5 ( europska cesta E55). Mesolongi ima željezničku stanicu i liniju prema Agriniju, ali to više nije u funkciji jer je napuštena 1970-ih.
Današnji Mesolongi leži većim dijelom na terenu koji je nekad bio močvarni, a danas je isušen. Zaljev ili Laguna Mesolongi-Etoliko, nalazi se zapadno od grada i močvarno je područje, u antička vremena i to je bio dio Patraskog zaljeva.

## Povijest
Mesolongi prvi navode Mlečani kao naselje - Paruta blizu Nafpaktosa, u opisu pomorske bitke kod Bitke kod Lepanta (1571.). 
Po mišljenju većine povjesničara, ime grada izvedeno je iz dviju starotalijanskih riječi; MEZZO i LANGHI, a koje znače: mezzo (u sredini), langhi (jezera), dakle mjesto okruženo jezerima. Sve do 1700-ih, Mesolongi je bio pod mletačkom dominacijom. Stanovnici su se bavili najviše ribarstvom, živjeli su u sojenicama zvanim pelades.
Sjevero - zapadno od Mesolongija nalaze se ostatci grada Pleurona (Asfakovuni), grada kojeg spominje Homer u svojim djelima.  Pleuron je sudjelovao u Trojanskom ratu, grad je porušio 234. pr. Kr. Demetar Etolski. Novi grad koji je nastao na ruševinama starog Pleurona, postao je jedan od najznačajnijih gradova Etolije. Njegove impozantne zidine imale su trideset tornjeva i sedam vrata. Od grada su danas vidljivi ostatci kazališta i velikog vodospremišta.

### Mesolongi u vrijeme Grčkog rata za neovisnost
Za vrijeme Orlovjeve pobune iz 1770. godine,  flota Mesolongija poražena je od Turskih snaga i grad je pao u Turske ruke. 
Mesolongi je bio ponovno mjesto ustanka i otpora  20. svibnja 1821. godine i bio je glavno uporište grčkih ustanika za vrijeme Grčkog rata za neovisnost. Stanovnici Mesolongija izdržali su Prvu opsadu Mesolongija od strane Otomanskih snaga 1822. godine. Druga opsada otpočela je 15. travnja 1825. godine. Vodio ju je od Reši Mehmed paša čije su snage imale 30 000 ljudi, a koje su kasnije osvježene s još 10 000 ljudi Ibrahim paše, sina Muhammad Ali paše egipatskog. Nakon godine dana za vrijeme Treće opsade Mesolongija, stanovnici i branitelji Mesolongija odlučili su izvršiti proboj iz opkoljenog grada koji je kasnije postao poznat kao "Bijeg iz okružja" u noći 10. travnja 1826. godine. Tada je u gradu bilo ukupno 10 500 stanovnika od toga je njih 3500 bilo pod oružjem. Vrlo malo ih je preživjelo ovaj neuspjeli proboj, jer je njihov plan izdan Turcima koji su ih spremno dočekali i masakrirali.
Zbog izuzetnog junaštva stanovnika Mesolongija i teškog masakra nad njima, grad Mesolongi proglašen je za Hiera Polis (Sveti grad), i uživa poseban status u Grčkoj. U Mesolongiju je umro i slavni britanski pjesnik Lord Byron, veliki podupiratelj Grčkog ustanka, 1824. godine. U Mesolongiju je pokopano njegovo srce.

## Znamenitosti Mesolongija
Današnji Mesolongi je pitoreskni grad, planski izgrađen u svom najvećem dijelu.
U gradu se nalaze brojne historicističke građevine poput palače obitelji Trikoupisa, kuće Palamas, Knjižnice Valvios i Palače Christosa i Sofije Moschandreou. U jednoj od takvih palača, na trgu Markosa Botsarisa nalazi se Muzej povijesti i umjetnosti Mesolongija.
Ulazna vrata u utvrđeni grad Mesolongi, ostala su očuvana do danas, zidine su obnavljane.
Nakon ulaznih vrata nalazi se Park heroja, u kojem su doista poginuli neki od branitelja Mesolongija. Svaka se godine na Cvjetnicu održava svečanost posvećena tom egzodusu branitelja Mesolongija uz nazočnost visokih grčkih dužnosnika i stranih veleposlanika akreditranih u Grčkoj.
- Muzej povijesti i umjetnosti svetog grada MesolongijaWeb stranice  Arhivirana inačica izvorne stranice od 5. ožujka 2005. (Wayback Machine)

## Rast stanovništva Mesolongija posljednjih desetljeća
| Godina | Stanovništvo | Promjena       | Stanovništvo općine | Promjena      |
| ------ | ------------ | -------------- | ------------------- | ------------- |
| 1981   | 11,375       | -              | -                   | -             |
| 1991   | 10,916       | -459/-4.04%    | 16,859              | -             |
| 2001   | 12,225       | +1,309/+11.99% | 17,988              | +1,129/+6.70% |

## Zbratimljeni gradovi
- Schöfflisdorf, Švicarska

## Vanjske poveznice
- Delta rijeke Ahelos u laguni Mesolongija  Arhivirana inačica izvorne stranice od 10. travnja 2016. (Wayback Machine)